# Marphysa minima
Marphysa minima är en ringmaskart som först beskrevs av Hansen 1882.  Marphysa minima ingår i släktet Marphysa och familjen Eunicidae.
Artens utbredningsområde är Mexikanska golfen. Inga underarter finns listade i Catalogue of Life.